# مونتيزوما (نيويورك)
مونتيزوما (بالإنجليزية: Montezuma, New York)‏ هي بلدة أمريكية تقع في الولايات المتحدة في مقاطعة كايوغا، نيويورك. يقدر عدد سكانها بـ 1,277 نسمة ومساحتها 48.5 كم2 وترتفع عن سطح البحر 118 متر.